# Marele Premiu al Statelor Unite din 2018
Marele Premiu al Statelor Unite din 2018 (cunoscut oficial ca Formula 1 Pirelli 2018 United States Grand Prix) a fost o cursă auto de Formula 1 ce s-a desfășurat pe 21 octombrie 2018 pe circuitul Americilor din Austin, Texas, Statele Unite ale Americii. Cursa a fost cea de a optsprezecea etapă a Campionatului Mondial de Formula 1 din 2018.

## Calificări
Calificările au avut loc pe 20 octombrie 2018, începând cu ora locală 16:00 CDT (UTC-5), 21 octombrie 2018 ora 00:00 EEST.
| Poz.                  | Nr. | Pilot             | Constructor               | Timpi calificări | Timpi calificări | Timpi calificări | Grila finală |
| Poz.                  | Nr. | Pilot             | Constructor               | Q1               | Q2               | Q3               | Grila finală |
| --------------------- | --- | ----------------- | ------------------------- | ---------------- | ---------------- | ---------------- | ------------ |
| 1                     | 44  | Lewis Hamilton    | Mercedes                  | 1:34,130         | 1:33,480         | 1:32,237         | 1            |
| 2                     | 5   | Sebastian Vettel  | Ferrari                   | 1:34,569         | 1:33,079         | 1:32,298         | 5            |
| 3                     | 7   | Kimi Räikkönen    | Ferrari                   | 1:34,703         | 1:32,884         | 1:32,307         | 2            |
| 4                     | 77  | Valtteri Bottas   | Mercedes                  | 1:34,518         | 1:33,702         | 1:32,616         | 3            |
| 5                     | 3   | Daniel Ricciardo  | Red Bull Racing-TAG Heuer | 1:34,755         | 1:34,185         | 1:33,494         | 4            |
| 6                     | 31  | Esteban Ocon      | Force India-Mercedes      | 1:34,876         | 1:34,522         | 1:34,145         | 6            |
| 7                     | 27  | Nico Hülkenberg   | Renault                   | 1:34,932         | 1:34,564         | 1:34,215         | 7            |
| 8                     | 8   | Romain Grosjean   | Haas-Ferrari              | 1:34,892         | 1:34,419         | 1:34,250         | 8            |
| 9                     | 16  | Charles Leclerc   | Sauber-Ferrari            | 1:35,069         | 1:34,255         | 1:34,420         | 9            |
| 10                    | 11  | Sergio Pérez      | Force India-Mercedes      | 1:35,193         | 1:34,525         | 1:34,594         | 10           |
| 11                    | 55  | Carlos Sainz Jr.  | Renault                   | 1:34,891         | 1:34,566         |                  | 11           |
| 12                    | 20  | Kevin Magnussen   | Haas-Ferrari              | 1:34,972         | 1:34,732         |                  | 12           |
| 13                    | 10  | Pierre Gasly      | Scuderia Toro Rosso-Honda | 1:34,850         | Fără timp        |                  | 19           |
| 14                    | 28  | Brendon Hartley   | Scuderia Toro Rosso-Honda | 1:35,206         | Fără timp        |                  | 20           |
| 15                    | 33  | Max Verstappen    | Red Bull Racing-TAG Heuer | 1:34,766         | Fără timp        |                  | 18           |
| 16                    | 14  | Fernando Alonso   | McLaren-Renault           | 1:35,294         |                  |                  | 13           |
| 17                    | 35  | Serghéi Sirótkin  | Williams-Mercedes         | 1:35,362         |                  |                  | 14           |
| 18                    | 18  | Lance Stroll      | Williams-Mercedes         | 1:35,480         |                  |                  | 15           |
| 19                    | 9   | Marcus Ericsson   | Sauber-Ferrari            | 1:35,536         |                  |                  | 16           |
| 20                    | 2   | Stoffel Vandoorne | McLaren-Renault           | 1:35,735         |                  |                  | 17           |
| Regula 107%: 1:40,719 |     |                   |                           |                  |                  |                  |              |
| Sursa:                |     |                   |                           |                  |                  |                  |              |

Note
- ^1 –Sebastian Vettel a primit o penalizare de trei locuri pe grila de start pentru că nu a încetinit suficient în timp ce era arborat steagul roșu în prima perioadă a antrenamentelor libere.
- ^2 – Pierre Gasly a primit o penalizare de 35 de locuri pentru că a depășit numărul de elemente al motorului.
- ^3 – Brendon Hartley a primit o penalizare de 40 de locuri: 35 de locuri pentru că a depășit numărul de elemente al motorului și 5 locuri pentru o schimbare neprogramată a cutiei de viteze.
- ^4 – Max Verstappen a primit o penalizare de 5 de locuri pentru o schimbare neprogramată a cutiei de viteze.

## Cursa
Cursa a avut loc pe 21 octombrie 2018, începând cu ora locală 13:00 CDT (UTC-5), ora 21:00 EEST, și a durat 56 de tururi.
| Poz.   | Nr. | Pilot             | Constructor               | Tururi | Timp/Retras | Grilă | Puncte |
| ------ | --- | ----------------- | ------------------------- | ------ | ----------- | ----- | ------ |
| 1      | 7   | Kimi Räikkönen    | Ferrari                   | 56     | 1:34:18,643 | 2     | 25     |
| 2      | 33  | Max Verstappen    | Red Bull Racing-TAG Heuer | 56     | +1,281      | 18    | 18     |
| 3      | 44  | Lewis Hamilton    | Mercedes                  | 56     | +2,342      | 1     | 15     |
| 4      | 5   | Sebastian Vettel  | Ferrari                   | 56     | +18,222     | 5     | 12     |
| 5      | 77  | Valtteri Bottas   | Mercedes                  | 56     | +24,744     | 3     | 10     |
| 6      | 27  | Nico Hülkenberg   | Renault                   | 56     | +1:27,210   | 7     | 8      |
| 7      | 55  | Carlos Sainz Jr.  | Renault                   | 56     | +1:34,994   | 11    | 6      |
| 8      | 11  | Sergio Pérez      | Force India-Mercedes      | 56     | +1:41,080   | 10    | 4      |
| 9      | 28  | Brendon Hartley   | Scuderia Toro Rosso-Honda | 55     | +1 tur      | 20    | 2      |
| 10     | 9   | Marcus Ericsson   | Sauber-Ferrari            | 55     | +1 tur      | 16    | 1      |
| 11     | 2   | Stoffel Vandoorne | McLaren-Renault           | 55     | +1 tur      | 17    |        |
| 12     | 10  | Pierre Gasly      | Scuderia Toro Rosso-Honda | 55     | +1 tur      | 19    |        |
| 13     | 35  | Serghéi Sirótkin  | Williams-Mercedes         | 55     | +1 tur      | 14    |        |
| 14     | 18  | Lance Stroll      | Williams-Mercedes         | 54     | +2 tururi   | 15    |        |
| Ab     | 16  | Charles Leclerc   | Sauber-Ferrari            | 31     | Coliziune   | 9     |        |
| Ab     | 3   | Daniel Ricciardo  | Red Bull Racing-TAG Heuer | 8      | Baterie     | 4     |        |
| Ab     | 8   | Romain Grosjean   | Haas-Ferrari              | 2      | Coliziune   | 8     |        |
| Ab     | 14  | Fernando Alonso   | McLaren-Renault           | 1      | Coliziune   | 13    |        |
| DSC    | 31  | Esteban Ocon      | Force India-Mercedes      | 56     | Combustibil | 6     |        |
| DSC    | 20  | Kevin Magnussen   | Haas-Ferrari              | 56     | Combustibil | 12    |        |
| Sursa: |     |                   |                           |        |             |       |        |

Note
- ^1 – Esteban Ocon a terminat pe locul al optulea, dar a fost descalificat dar a fost descalificat pentru depășirea limitelor fluxului de combustibil în turul 1.
- ^2 – Kevin Magnussen a terminat pe locul al nouălea, însă a fost descalificat pentru consumarea a mai mult de 105 litri de combustibil în timpul cursei.

## Clasamentele campionatelor după cursă
|   | Poz. | Pilot            | Puncte |
| - | ---- | ---------------- | ------ |
|   | 1    | Lewis Hamilton   | 346    |
|   | 2    | Sebastian Vettel | 276    |
| 1 | 3    | Kimi Räikkönen   | 221    |
| 1 | 4    | Valtteri Bottas  | 217    |
|   | 5    | Max Verstappen   | 191    |

|  | Poz. | Constructor               | Puncte |
|  | ---- | ------------------------- | ------ |
|  | 1    | Mercedes                  | 563    |
|  | 2    | Ferrari                   | 497    |
|  | 3    | Red Bull Racing-TAG Heuer | 337    |
|  | 4    | Renault                   | 106    |
|  | 5    | Haas-Ferrari              | 84     |